# Madden NFL 08
Madden NFL 08 est un jeu vidéo de sport (football américain) sorti en 2007 sur PlayStation 2, PlayStation 3, GameCube, Xbox, Xbox 360, PlayStation Portable, Wii, Nintendo DS et PC (Windows). Le jeu fait partie de la série Madden NFL. Le joueur de la National Football League Vince Young est présent sur la couverture.

## Accueil
- Jeuxvideo.com : 15/20 (X360/PS3/PS2)[1]